# Эскина (Корриентес)
Эскина (исп. Esquina) — город в Аргентине в провинции Корриентес. Административный центр одноименного департамента.
Расположен на левом берегу нижнего течения реки Корриентес, на юго-западе провинции Корриентес в 329 км от столицы провинции г. Корриентес и в 668 км от Буэнос-Айреса.
Население в 2010 году составляло 19081 человек.

## История
Город Эскина был основан в 1806 году.

## Экономика
Основа экономики — сельское хозяйство, преобладают животноводство, лесное хозяйство и, особенно, выращивание арбузов. Развивается туризм.
В Эскине проводятся ежегодные фестивали, в частности, «Национальный фестиваль арбузов», «Национальный фестиваль спортивной рыбалки» и др.

## Известные уроженцы
- Риарт, Луис Альберто (1880—1953) — парагвайский политик, временный президент Парагвая в 1924 году, вице-президент Парагвая.
- Хуан Баутиста Флейтас (1871—1954) — аргентинский политик, государственный деятель.